# Falla Bluff
Das Falla Bluff ist ein Felsenkliff an der Mawson-Küste des ostantarktischen Mac-Robertson-Lands. Es liegt am Kopfende der Utstikkar-Bucht.
Entdeckt wurde es im Februar 1931 von Teilnehmern der British Australian and New Zealand Antarctic Research Expedition (1929–1931) unter der Leitung des australischen Polarforschers Douglas Mawson. Dieser benannte es nach Robert Alexander Falla (1901–1979), dem neuseeländischen Ornithologen der Forschungsreise.